# ジャパンリアルエステイト投資法人
ジャパンリアルエステイト投資法人（-とうしほうじん、略称: JRE）は、東京都千代田区に所在する投資法人。東証上場のJ-REIT。

## 概要
三菱地所がメインスポンサーのオフィスビル特化型のJ-REITである。三井不動産系の日本ビルファンド投資法人と並び、2001年9月10日に日本で初めて上場し、2018年に物件取得価格が1兆円に達した、日本最大級のリートである。
資産運用会社は、ジャパンリアルエステイトアセットマネジメント株式会社であり、三菱地所40%、東京海上日動火災保険30%、第一生命保険30%の出資で設立され、2002年5月に三井物産が10%の株式を取得、以後、2009年3月27日に東京海上日動火災保険が、2014年9月29日に第一生命保険が、2021年4月16日に三井物産が三菱地所に保有の株式を譲渡し三菱地所100%子会社となった。

## 沿革
- 2001年（平成13年）5月11日 - 本投資法人設立。
- 2001年（平成13年）6月18日 - 内閣総理大臣による投信法j第187条に基づく登録（登録番号：関東財務局長 第3号)[9]
- 2001年（平成13年）9月10日 - 東証一部に上場

## ポートフォリオ
所有物件は、76物件、取得総額は1兆1,217億円（2024年1月12日現在）。主な所有物件は以下の通り。
- 汐留ビルディング（準共有持分55%）
- 北の丸スクエア
- 新宿イーストサイドスクエア
- 赤坂パークビル
- 三菱UFJ信託銀行本店ビル
- JRE堂島タワー（新藤田ビル）
- 名古屋広小路ビルヂング
- 有楽町電気ビルヂング
- JRE梅田スクエアビル（梅田スクエアビル）
- グランフロント大阪 （一部）
- 渋谷クロスタワー - 2001年に土地建物を取得、2018年に建物を譲渡し、その後は底地のみ保有[11]
- 東京オペラシティビル
- 大手町フィナンシャルシティ ノースタワー（一部）
- 大手町パークビルディング（一部）
- シーバンス S棟（一部）
- NHK広島放送センタービル（NHK広島放送局）（一部）
- MMパークビル